# Bajt Sawa
Bajt Sawa (arab. بيت سوا) – miejscowość w Syrii, w muhafazie Damaszek. W 2004 roku liczyła 6249 mieszkańców.